# Régiments d'infanterie français d'Ancien Régime (K)
Cet article présente la liste des régiments d'infanterie français d'Ancien Régime, commençant par la lettre K.

## K
- Régiment de Kaërgrey

Ce régiment est levé le 29 mars 1638 par N. de Kaërgrey, dans le cadre de la guerre de Trente Ans. Il participe aux sièges de Blamont, de Lunéville et de Brisach en 1638, puis il est envoyé en garnison à Sedan en 1639. Affecté à l'armée d'Allemagne en 1642, il se trouve au siège de Rothweil en 1643 et est incorporé le 4 février 1644 dans le régiment Mazarin-Français, qui deviendra le régiment de Bretagne, pour servir de noyau à ce régiment.
- Régiment de Kalembach 

Ce régiment allemand, sous le commandement du colonel N. Kalembach, est admis au service de la France en juillet 1638, dans le cadre de la guerre de Trente Ans. Après avoir été remplacé en 1641 par le colonel N. Nothaft il prend le nom de régiment de Nothaft.
- Régiment de Karrer 

Ce régiment suisse, est créé le 15 décembre 1719 pour le service des colonies, et formé le 8 juillet 1720 par François-Adam, chevalier de Karrer,. Le régiment qui a son dépôt à Rochefort, est envoyé en Louisiane . Il est donné le 21 février 1736 à Louis-Ignace, chevalier de Karrer, fils du précédent. Dans le cadre de la guerre de Succession d'Autriche, il se trouve à la défense de Louisbourg en 1743, et après la prise de la forteresse par les troupes anglaises, il est rappelé en France. Le régiment participe à la défense de l'île de Ré et des côtes d'Aunis de 1746 à 1616. Il prend le nom de régiment de Hallweyl après avoir été donné le 21 août 1752 à Jean-François-Joseph, comte de Hallweyl.

Régiment de Karrer (1719-1752)
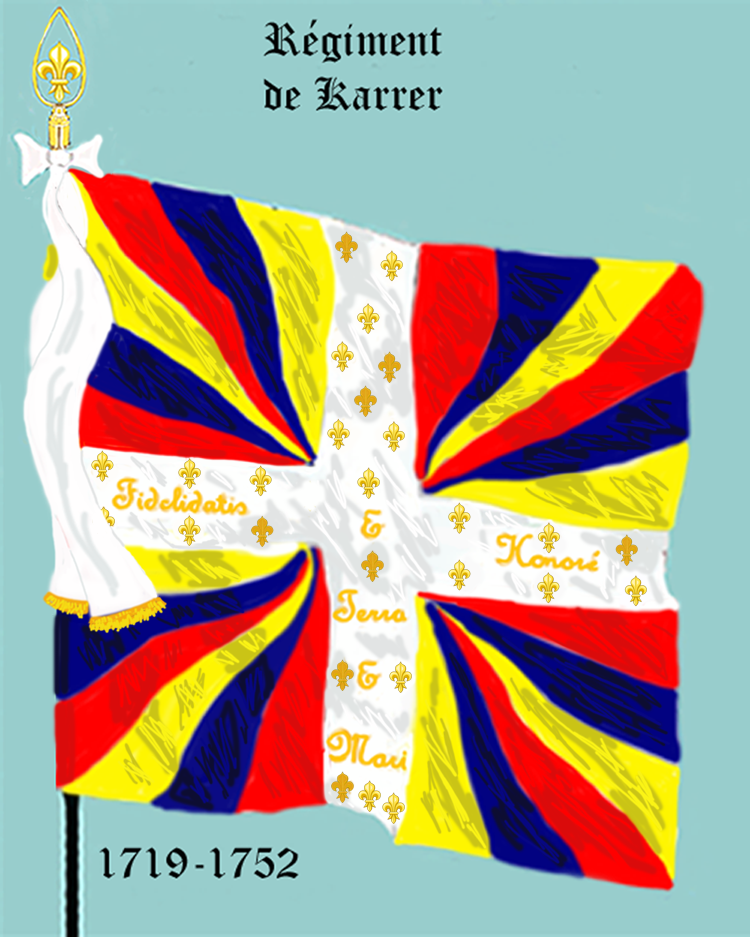

- Régiment de Kercado

C'est l'ancien régiment d'Amboise, qui est donné à N. Le Sénéchal, comte de Kercado est renommé « régiment de Kercado » en 1653 et qui prend le titre de régiment de Chambellay le 1er juillet 1654.
- Régiment de Kergroades

Le régiment est levé le 4 février 1706 par N. de Kergroades. Engagé dans la guerre de Succession d'Espagne il sert dans les garnisons de Flandre. Il prend le nom de régiment de Sebbeville après avoir été donné le 27 mars 1708 à Toussaint-François Cadot, chevalier de Sebbeville.
- Régiment de Kerkem 

C'est l'ancien régiment de Mignons, qui est renommé « régiment de Kerkem » après avoir été donné en 1711 à N. baron de Kerkem. Engagé dans la guerre de Succession d'Espagne il est licencié en 1712.
- Régiment de Kiswielm 

Ce régiment irlandais est admis au service de la France le 21 juin 1640. Affecté à l'armée de Lorraine, il est incorporé en 1641.
- Régiment de Klincarthy 

Le régiment de Klincarthy, arrive en France en 1689 et il passe au service de la France en septembre 1691. Engagé dans la guerre de la Ligue d'Augsbourg il sert sur les côtes de Normandie en 1692, à l'armée d'Italie en 1693 puis il est mis en garnison à Pignerol avant de rejoindre l'armée de Catalogne, et de participer au siège de Barcelone en 1697. Il est incorporé le 27 février 1698 dans le régiment de Luttrell.
- Régiment de Klough 

Ce régiment irlandais, est levé le 18 juin 1647 , par N. Klough pour participer à la guerre franco-espagnole. Il est affecté à l'armée d'Allemagne jusqu'en 1649. Il est licencié en 1662.
- Régiment de Kolhass 

Ce régiment allemand, sous le commandement du colonel N. Kolhass, est admis au service de la France en juillet 1638, dans le cadre de la guerre de Trente Ans. Il participe au siège et bataille de Thionville et au siège de Moyenvic en 1639 avant d'être affecté à l'armée d'Allemagne jusqu'en 1648. Il est présent au blocus de Paris et à la prise de Brie-Comte-Robert en 1649. Il prend le nom de régiment de Schack après avoir été donné, le 12 mars 1649 à N. comte de Schack.
- Régiment de Konigsmark 

Ce régiment allemand est levé le 10 août 1680, par Guillaume Othon, comte de Konigsmark. Le 25 octobre 1686 il prend le nom de régiment de Surbeck (1686-1693).

Régiment de Konigsmark (1680-1686)
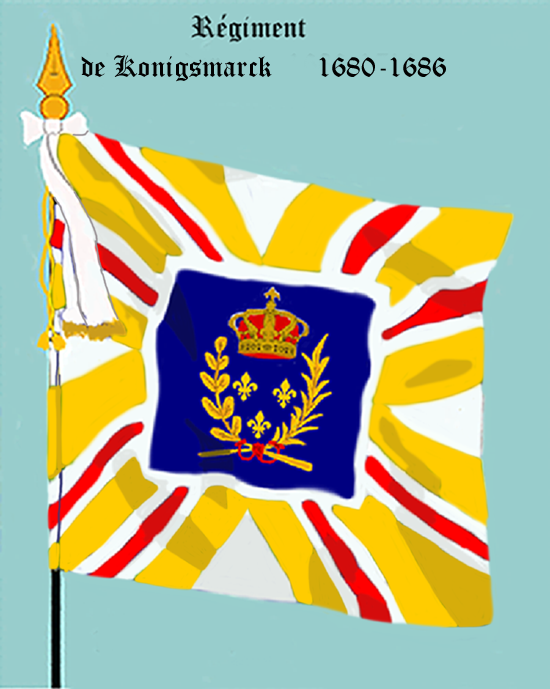

- Régiment de Krafft 

C'est l'ancien régiment de Tammann, qui sous le commandement de remplacé par Jean Krafft, de Lucerne, est renommé « régiment de Krafft » en 1573. Le régiment est congédié  12 novembre 1573, sauf deux compagnies qui forment le régiment de Tugginer.
- Régiment de Krepsinger 

Ce régiment qui est amené en France en septembre 1573 par N. Krepsinger, de Lucerne est congédié en décembre de la même année.